# Ivo Sanader
Ivo Sanader (anterior Ivica Sanader) este un politician croat, fost prim-ministru al Croației între 2003 și 2009.

## Corupție, acuzarea și condamnarea
În decembrie 2010, Sanader a fost acuzat în Croația de corupție (luare de mită) în timpul mandatului său de prim-ministru. Este vorba de mituire de către banca austriacă Hypo Alpe Adria situată în Kärnten  și de compania ungară de petrol MOL, care în context au desmințit implicarea. Ivo Sanader a fost arestat în Austria, și în iulie 2011 a fost extrădat Croației. Un tribunal croat l-a condamnat în noiembrie 2012 la 10 ani închisoare, considerând ca fiind dovedite acuzațiile ce i-au fost aduse.